# 1984 في فرنسا
فيما يلي قوائم الأحداث التي وقعت خلال عام 1984 في فرنسا.

## سياسة

### تعيين في المنصب
- 1 يناير – ديرك بوجاردي رئيس لجنة التحكيم في مهرجان كان السينمائي.
- 17 يوليو – لوران فابيوس رئيس الوزراء الفرنسي.

### انتهاء فترة المنصب
- 1 يناير – ديرك بوجاردي رئيس لجنة التحكيم في مهرجان كان السينمائي.
- 17 يوليو – بيار موروا رئيس الوزراء الفرنسي.

## رياضة
- 1 يناير – بطولة أمم أوروبا لكرة القدم 1984 الفائز منتخب فرنسا لكرة القدم.
- 1 يناير – دورة فرنسا المفتوحة 1984
- 1 يناير – سباق باريس روبيه 1984 الفائزون Rudy Rogiers [الإنجليزية]‏، آلان بوندو، شون كيلي.
- 1 يناير – سباق طواف فرنسا 1984 الفائز لوران فنون.
- 20 مايو – جائزة فرنسا الكبرى 1984 الفائز نيكي لاودا.

## أفلام
من الأفلام التي صدرت هذه السنة في فرنسا:
- 1 يناير – حركات خطرة من إخراج Richard Dembo [الإنجليزية]‏.

## برامج ومسلسلات وأنمي
- المحقق غادجيت

## مواليد

### يناير
- 2 يناير – ألكسندر ليكاتا لاعب كرة قدم فرنسي.[1]
- 2 يناير – غايل مايا لاعب كرة قدم فرنسي.[2]
- 9 يناير – خليفه سيسيه لاعب كرة قدم مالي.
- 10 يناير – جمال أيت بن إيدر لاعب كرة قدم فرنسي.[3]
- 10 يناير – سيغاماري ديارا لاعب كرة قدم مالي.[4]
- 10 يناير – مروان الشماخ لاعب كرة قدم فرنسي.[5]
- 18 يناير – أليكسيس روماو لاعب كرة قدم توغولي.[6]
- 20 يناير – ستيفان ناطر لاعب كرة قدم تونسي.[7]
- 24 يناير – إيميرس فاييه لاعب كرة قدم إيفواري.[8]

### فبراير
- 1 فبراير – إروان كوينتين لاعب كرة قدم فرنسي.
- 2 فبراير – سيريل دومولين لاعب كرة يد فرنسي.[9]
- 9 فبراير – كريم بن وناس لاعب كرة قدم جزائري.[10]
- 14 فبراير – حامد النموشي لاعب كرة قدم تونسي.[11]
- 14 فبراير – ريمي غوميز لاعب كرة قدم.[12]
- 22 فبراير – جوليو كولومبو لاعب كرة قدم فرنسي.[13]
- 23 فبراير – ألبين إبوندو لاعب كرة قدم.[14]

### مارس
- 1 مارس – منير محجوبي سياسي فرنسي.
- 5 مارس – غيوم هوارو لاعب كرة قدم فرنسي.[15]
- 6 مارس – ليلى بختي ممثلة فرنسية.[16]
- 6 مارس – نيكولاس فري لاعب كرة قدم فرنسي.[17]
- 7 مارس – ماتيو فلاميني لاعب كرة قدم فرنسي.[18]
- 8 مارس – رفيق جبور لاعب كرة قدم جزائري.[19]
- 8 مارس – سيلفان إدانغار لاعب كرة قدم فرنسي.[20]
- 9 مارس – عبد الله كونكو لاعب كرة قدم.[21]
- 9 مارس – كمال غيلاس لاعب كرة قدم فرنسي.[22]
- 15 مارس – فلورينت مارتي لاعب كرة قدم فرنسي.[23]
- 16 مارس – لوران أغوازي لاعب كرة قدم فرنسي.[24]
- 22 مارس – كيفن جاكموت لاعب كرة قدم فرنسي.[25]
- 24 مارس – بينوت أسو إكوتو لاعب كرة قدم.[26]
- 25 مارس – ياسين هيما لاعب كرة قدم جزائري.[27]
- 28 مارس – كريستوفر سامبا لاعب كرة قدم.[28]

### أبريل
- 2 أبريل – جيريمي موريل لاعب كرة قدم فرنسي.[29]
- 6 أبريل – ميكايل سياني لاعب كرة قدم فرنسي.[30]
- 8 أبريل – جان مارك بيدو درّاج طريق فرنسي.
- 10 أبريل – داميين بيركويس[31]
- 11 أبريل – سيباستيان تورجوت درّاج طريق فرنسي.
- 16 أبريل – مراد مغني لاعب كرة قدم فرنسي.[32]
- 24 أبريل – جيريمي بيرثود لاعب كرة قدم فرنسي.[33]
- 30 أبريل – جان كالفي لاعب كرة قدم فرنسي.[34]

### مايو
- 4 مايو – سيلفستر ليفورت مصارع محترف فرنسي.
- 14 مايو – حسان يبدة لاعب كرة قدم جزائري.[35]
- 15 مايو – مدحي لحسن لاعب كرة قدم جزائري.
- 17 مايو – فنسنت دوراند لاعب كرة قدم فرنسي.
- 18 مايو – سيمون باغيناود سائق سيارة سباق فرنسي.

### يونيو
- 3 يونيو – أنجيلو تساجاراكيس لاعب كرة سلة فرنسي.
- 5 يونيو – يوهان راماري لاعب كرة قدم فرنسي.[36]
- 7 يونيو – سيدريك سورهايندو لاعب كرة يد فرنسي.[37]
- 14 يونيو – جوي إيستر
- 18 يونيو – سيان غارنيه لاعب كرة قدم فرنسي.
- 20 يونيو – أمير حداد
- 26 يونيو – إنديلا مطربة وكاتبة أغاني فرنسية.[38]

### يوليو
- 1 يوليو – شوقي بن سعادة لاعب كرة قدم تونسي.[39]
- 1 يوليو – غريغوري بوريلون لاعب كرة قدم فرنسي.[40]
- 3 يوليو – نيكولاس روش درّاج طريق أيرلندي.
- 6 يوليو – أندريا بريدا لاعب كرة قدم فرنسي.[41]
- 7 يوليو – لارسين توري لاعب كرة قدم.
- 10 يوليو – لورينت ريكوديرك لاعب كرة مضرب فرنسي.
- 10 يوليو – ميكائيل كريتيان بصير لاعب كرة قدم مغربي.[42]
- 23 يوليو – يان جوفري لاعب كرة قدم فرنسي.[43]
- 27 يوليو – فلوريان باغ لاعب كرة قدم فرنسي.[44]

### أغسطس
- 5 أغسطس – جوردان لوتيس لاعب كرة قدم فرنسي.[45]
- 9 أغسطس – بيير بيرير ممثل فرنسي.[46]
- 21 أغسطس – أليزي مغنية فرنسية.[47]
- 26 أغسطس – جيريمي كليمينت لاعب كرة قدم فرنسي.[48]
- 29 أغسطس – كريم سلطاني لاعب كرة قدم فرنسي.

### سبتمبر
- 6 سبتمبر – لوك أبالو لاعب كرة يد فرنسي.
- 9 سبتمبر – وسام بن يحيى لاعب كرة قدم تونسي.[49]
- 24 سبتمبر – ميكائيل بوتي لاعب كرة قدم بنيني.
- 28 سبتمبر – ماثيو فالبوينا لاعب كرة قدم فرنسي.[50]
- 29 سبتمبر – رينو كوهاد لاعب كرة قدم فرنسي.[51]

### أكتوبر
- 2 أكتوبر – ماريون بارتولي لاعبة كرة مضرب فرنسية.
- 3 أكتوبر – أنتوني لوتاليك لاعب كرة قدم فرنسي.[52]
- 6 أكتوبر – ارنو جيرار درّاج طريق فرنسي.
- 8 أكتوبر – مالكولم شاباز
- 20 أكتوبر – فلورينت سيناما بونغول لاعب كرة قدم فرنسي.[53]
- 25 أكتوبر – بول بودوان لاعبة كرة يد فرنسية.

### نوفمبر
- 10 نوفمبر – لودوفيك أوبرانياك[54]
- 13 نوفمبر – جويل سامي لاعب كرة قدم.[55]
- 25 نوفمبر – جاسبارد أوليه ممثل فرنسي.[56]
- 26 نوفمبر – فنسنت جيروم درّاج طريق فرنسي.

### ديسمبر
- 5 ديسمبر – عبد القادر غزال لاعب كرة قدم جزائري.[57]
- 5 ديسمبر – كاميل أبيلي لاعبة كرة قدم فرنسية.[58]
- 14 ديسمبر – عمري شادلي لاعب كرة قدم جزائري.[59]
- 27 ديسمبر – جيل سيمون لاعب كرة مضرب فرنسي.[60]

## وفيات

### يناير
- 7 يناير – ألفريد كاستلر (مواليد 1902) فيزيائي فرنسي.[61]
- 25 يناير – لوسيان بيكر (مواليد 1911) شاعر فرنسي.[62]

### مايو
- 13 مايو – بيير بيرتن (مواليد 1891) ممثل فرنسي.[63]

### يونيو
- 25 يونيو – ميشال فوكو (مواليد 1926) فيلسوف فرنسي.[64]

### أغسطس
- 3 أغسطس – ألبرت أرنولف (مواليد 1898)[65]

### سبتمبر
- 16 سبتمبر – لويس ريارد (مواليد 1897) مهندس فرنسي.

### أكتوبر
- 21 أكتوبر – فرانسوا تروفو (مواليد 1932) مخرج أفلام فرنسي.[66]